# A Smoked Husband
A Smoked Husband er en amerikansk stumfilm fra 1908 af D. W. Griffith.

## Medvirkende
- John R. Cumpson som Mr. Bibbs
- Florence Lawrence som Mrs. Bibbs
- Linda Arvidson
- George Gebhardt
- Robert Harron